# Світличний Євген Михайлович
Євге́н Володимирович Світли́чний (17 вересня 1993, м. Кривий Ріг, Україна — 19 липня 2023, Харківська область) — український актор, спортсмен та військовий, учасник російсько-української війни, що трагічно загинув під час російського вторгнення в Україну, чемпіон України з фрі-файту, майстер спорту.

## Життєпис
Євген Світличний народився 1993 року в місті Кривий Ріг. Як відомий український актор у 2021 році втілив образ Карася у фільмі Олега Сенцова «Носоріг». Активно займався спортом. Він — чемпіон України з фрі-файту, майстер спорту, переможець багатьох професійних турнірів.
Під час російського вторгнення в Україну служив у складі 1-ї окремої штурмової роти («Гонор») 1-го окремого механізованого батальйону «Вовки Да Вінчі» імені Героя України Дмитра Коцюбайла. Загинув 19 липня 2023 року у важкому стрілецькому бою під час виконання бойового завдання на Харківському напрямку.

## Нагороди
- медаль «За військову службу Україні» (2022) — за особисту мужність і самовіддані дії, виявлені у захисті державного суверенітету та територіальної цілісності України, вірність військовій присязі[10].
- Відзнака Головнокомандувача Збройних сил України Почесний нагрудний знак «Сталевий хрест», 13 лютого 2023[11]
- Орден «За заслуги» III ст. (8 вересня 2023) — за вагомий особистий внесок у розвиток української кінематографії, заслуги у захисті державного суверенітету та територіальної цілісності України, багаторічну сумлінну працю[12]

## Пам'ять
Актор Олександр Рудинський, отримуючи 2025 року в Лондоні премію «BAFTA» за фільм «Камінь, ножиці, папір», присвятив її Євгенові Світличному.